# Ел Ракад синдром
Ал-Ракадов синдром је конгенитални аутосомални рецесивни синдром откривен од стране јорданског љекара Мухамеда Ал-Ракада.
Синдром карактерише:
- микроцефалија
- успорен раст
- кашњење у развоју психо-моториних способности
- конгенитална хипотонија.

Ал-Ракадов синдром је узрокован мутацијом DCPS гена.